# Křemenice (Nechvalice)
Křemenice jsou malá vesnice, část obce Nechvalice v okrese Příbram ve Středočeském kraji. Nachází se asi dva kilometry východně od Nechvalic. Je zde evidováno 32 adres. V roce 2011 zde trvale žilo čtyřicet obyvatel.
Křemenice jsou také název katastrálního území o rozloze 2,26 km².

## Historie
První písemná zmínka o vesnici pochází z roku 1384.

## Obyvatelstvo
| Rok            | 1869 | 1880 | 1890 | 1900 | 1910 | 1921 | 1930 | 1950 | 1961 | 1970 | 1980 | 1991 | 2001 | 2011 | 2021 |
| -------------- | ---- | ---- | ---- | ---- | ---- | ---- | ---- | ---- | ---- | ---- | ---- | ---- | ---- | ---- | ---- |
| Počet obyvatel | 207  | 188  | 186  | 161  | 160  | 164  | 126  | 125  | 118  | 97   | 55   | 40   | 44   | 40   | 54   |
| Počet domů     | 25   | 25   | 26   | 26   | 26   | 26   | 26   | 29   | 29   | 30   | 23   | 29   | 29   | 30   | 32   |